# Castillo de Mauz
El castillo de Mauz situado en el término municipal de Sueras (Provincia de Castellón, España) es de origen árabe como el resto de los de la sierra y fue construido en el siglo XII.
Está situado en la cúspide del cerro Suera Alta a una altitud de 582 m. Para acceder al mismo es necesario cruzar el casco urbano a través de la carretera que conduce a Ayódar, una vez pasado el pueblo y antes de cruzar el río que hay en la salida, se coge una pista a la izquierda que nos conduce por el margen derecho del barranco de Castro. Continuaremos por la pista hasta llegar a la fuente del mismo nombre y desde allí por la pista de encima hasta arribar al mismo. También se puede acceder al mismo desde una senda que hay poco antes de llegar a Suera Alta.
El castillo se encuentra en ruinas, pero su silueta recortada abruptamente es una de las más llamativas de los castillos de Espadán. Aún se aprecian grandes lienzos de murallas y la parte inferior de lo que debió ser la torre mayor.
Es un castillo asociado a cuatro alquerías musulmanas a las cuales daba protección y que, tras la conquista, fueron agrupadas en un único núcleo urbano, la actual Sueras.